# تشيلسي (أوكلاهوما)
تشيلسي (بالإنجليزية: Chelsea, Oklahoma)‏ هي معلم جغرافي تقع في الولايات المتحدة في مقاطعة روجرز. يقدر عدد سكانها بـ 2,136 نسمة ومساحتها 4.4 كم2 وترتفع عن سطح البحر 220 متر.

## التركيبة السكانية
حدّد مكتب تعداد الولايات المتحدة بيانات التركيبة السكانية لتشيلسي في تعداد الولايات المتحدة. في ما يلي، التركيبة السكانية حسب تعدادي 2000 و2010.

### تعداد عام 2000
بلغ عدد سكان تشيلسي 2,136 نسمة بحسب تعداد عام 2000، وبلغ عدد الأسر 835 أسرة وعدد العائلات 539 عائلة مقيمة في البلدة. في حين سجلت الكثافة السكانية 465.4 نسمة لكل كيلومتر مربع (1,205.4/ميل2). وبلغ عدد الوحدات السكنية 961 وحدة بمتوسط كثافة قدره 209.4 لكل كيلومتر مربع (542.3/ميل2).
وتوزع التركيب العرقي للبلدة بنسبة 64.93% من البيض و25.70% من الأمريكيين الأصليين و0.33% من الأمريكيين ذوي الأصول الآسيوية و0.09% من سكان جزر المحيط الهادئ و0.09% من الأعراق الأخرى و8.85% من عرقين مختلطين أو أكثر و0.89% من الهسبانيون أو اللاتينيون من أي عرق.
بلغ عدد الأسر 835 أسرة كانت نسبة 38.9% منها لديها أطفال تحت سن الثامنة عشر تعيش معهم، وبلغت نسبة الأزواج القاطنين مع بعضهم البعض 45.4% من أصل المجموع الكلي للأسر، ونسبة 14.4% من الأسر كان لديها معيلات من الإناث دون وجود شريك،  بينما كانت نسبة 4.8% من الأسر لديها معيلون من الذكور دون وجود شريكة وكانت نسبة 35.4% من غير العائلات. تألفت نسبة 32% من أصل جميع الأسر من عدة أفراد يعيشون في نفس المنزل ونسبة 16.2% كانت تتألف من شخص يعيش بمفرده يبلغ من العمر 65 عاماً أو أكثر. وبلغ متوسط حجم الأسرة المعيشية 2.51، أما متوسط حجم العائلات فبلغ 3.19.
بلغ العمر الوسطي للسكان 33.0 عاماً. وكانت نسبة 30.4% من القاطنين تحت سن الثامنة عشر، وكانت نسبة 9% بين الثامنة عشر والرابعة والعشرين عاماً، ونسبة 25.3% كانت واقعةً في الفئة العمرية ما بين الخامسة والعشرين والرابعة والأربعين عاماً، ونسبة 18.5% كانت ما بين الخامسة والأربعين والرابعة والستين، ونسبة 14.9% كانت ضمن فئة الخامسة والستين عاماً فما فوق. يوجد لكل 100 أنثى 87.7 ذكر، ويوجد لكل 100 أنثى في الثامنة عشر من عمرها فما فوق 82.2 ذكر.
بلغ متوسط دخل الأسرة في البلدة 24,127 دولارًا، أما متوسط دخل العائلة فبلغ 29,432 دولارًا. وكان متوسط دخل الذكور 29,018 دولارًا مقابل 19,875 دولارًا للإناث. وسجل دخل الفرد الخاص بالبلدة 12,889 دولارًا. وكانت نسبة 14.9% من العائلات ونسبة 18.8% من السكان تحت خط الفقر، وكان من هؤلاء نسبة 19.7% تحت سن الثامنة عشر ونسبة 24.3% في الخامسة والستين من العمر وما فوق.

### تعداد عام 2010
بلغ عدد سكان تشيلسي 1,964 نسمة بحسب تعداد عام 2010، وبلغ عدد الأسر 776 أسرة وعدد العائلات 512 عائلة مقيمة في البلدة. في حين سجلت الكثافة السكانية 427.9 نسمة لكل كيلومتر مربع (1,108.3/ميل2). وبلغ عدد الوحدات السكنية 946 وحدة بمتوسط كثافة قدره 206.1 لكل كيلومتر مربع (533.8/ميل2).
وتوزع التركيب العرقي للبلدة بنسبة 61.97% من البيض و0.36% من الأمريكيين الأفارقة و24.69% من الأمريكيين الأصليين و0.05% من الأمريكيين ذوي الأصول الآسيوية و0.41% من الأعراق الأخرى و12.53% من عرقين مختلطين أو أكثر و1.48% من الهسبانيون أو اللاتينيون من أي عرق.
بلغ عدد الأسر 776 أسرة كانت نسبة 35.7% منها لديها أطفال تحت سن الثامنة عشر تعيش معهم، وبلغت نسبة الأزواج القاطنين مع بعضهم البعض 45.2% من أصل المجموع الكلي للأسر، ونسبة 15.2% من الأسر كان لديها معيلات من الإناث دون وجود شريك،  بينما كانت نسبة 5.5% من الأسر لديها معيلون من الذكور دون وجود شريكة وكانت نسبة 34% من غير العائلات. تألفت نسبة 29.3% من أصل جميع الأسر من عدة أفراد يعيشون في نفس المنزل ونسبة 13.8% كانت تتألف من شخص يعيش بمفرده يبلغ من العمر 65 عاماً أو أكثر. وبلغ متوسط حجم الأسرة المعيشية 2.53، أما متوسط حجم العائلات فبلغ 3.11.
بلغ العمر الوسطي للسكان 34.8 عاماً. وكانت نسبة 28% من القاطنين تحت سن الثامنة عشر، وكانت نسبة 9.1% بين الثامنة عشر والرابعة والعشرين عاماً، ونسبة 26.3% كانت واقعةً في الفئة العمرية ما بين الخامسة والعشرين والرابعة والأربعين عاماً، ونسبة 21.8% كانت ما بين الخامسة والأربعين والرابعة والستين، ونسبة 14.8% كانت ضمن فئة الخامسة والستين عاماً فما فوق. وتوزع التركيب الجنسي للسكان بنسبة 48.3% ذكور و51.7% إناث.